# Harald Plum

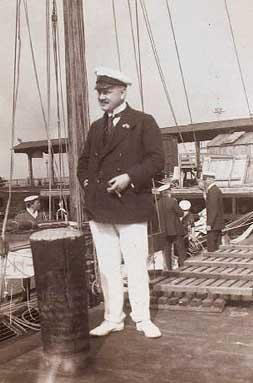
Harald Plum (från Det Kongelige Biblioteks porträttsamling).

Harald Skovby Plum, född den 30 januari 1881 i Assens, död den 24 oktober 1929, var en dansk företagare och jurist, en så kallad gulaschbaron.
Plum var son till köpmannen Niels Munk Plum och hans hustru Agnes, född Skovby. Han tog sin jur.kand. 1905, och grundade 1908 sitt första företag, The Crown Butter Export Co. Många fler företag grundades, bland dem Transatlantisk kompagni 1916, som blev en konkurrent till Østasiatisk Kompagni. Företaget satsade på handel med Ryssland, och i och med ryska revolutionen 1917 förlorade det stora summor. Företaget, som utöver detta hade tvivelaktiga bokföringsmetoder, gick i konkurs 1922 med ett enormt underskott, vilket även drabbade Landmandsbanken (nuvarande Danske Bank), som hade satsat 200 miljoner danska kronor i företaget. Saken utreddes och Plum åtalades, men ålades endast böter på 4 000 kronor, något som Plum närmast såg som ett frikännande.
Plum gick således tämligen oskadd ur konkursen, och satsade därefter på The Crown Butter Export Co och Le Brun. Företaget kom snart att bli en koncern omfattande 20 firmor, och fick stora banklån, bland annat från Folkebanken for København. Mot slutet av 1920-talet gick det åter utför för Plum. Bankerna blev misstänksamma och företaget anklagades bland annat för falsk bokföring, bedrägeri och utfärdande av falska obligationer. Då en polisutredning inleddes tog Harald Plum sitt liv  genom att skjuta sig den 24 oktober 1929.
Plum sades vara en verklig excentriker med storhetsvansinne, och har jämförts med sin svenske samtida Ivar Kreuger.